# Analízisparalízis
Az analízisparalízis egy helyzet túlelemzésének állapota. Lényege, hogy a döntéshozó túl sokat gondolkodik, és döntésképtelenné válik. Döntésképtelenséget okozhat a túl sok lehetőség, amik közül a döntéshozó nem tud választani. Ahelyett, hogy választana, és később szükség esetén korrigálna, az akkor legjobbnak látszó döntést akarja meghozni, amikor több, ugyanolyan jónak látszó lehetőség közül kell választania. Tarthat attól is, hogy nem a legjobb lehetőséget választja. A másik véglet az ösztön általi kihalás, amikor gondolkodás nélkül hoznak később végzetesnek bizonyuló döntést.
Jellemzője, hogy a döntéshozás költsége többe kerül, mint amennyi egy (átlagos) döntés utáni helyzetből nyerhető; vagy egy informális vagy nem determinisztikus helyzetet jellemez, ahol is maga a puszta elemzés túlhaladja a döntéshozási folyamatot, így a döntés elmarad. A kifejezés vonatkoztatható arra a helyzetre, ahol az elemzés segíthetne a döntésben, de az a szervezeti működés diszfunkcionális eleme. Alkalmazható például sportra, játékokra, nyelvgyakorlásra is, ahol is az idegen nyelven való megszólalás eshet az analízisparalízis áldozatául.

## Szoftverfejlesztés
A szoftverfejlesztésben az analízisparalízis a vízesésmodell elemzés szakaszában fordul elő. Tünetei a hosszas projekttervezés, követelményfelmérés, programtervezés adatmodellezés, amelyek kevés vagy semennyi értéket sem adnak a projekthez. Ha túlzottan túllépnek egy időkeretet, akkor ezek a folyamatok a szervezeti, bürokratikus aspektusára mutatnak rá, és elvonják a figyelmet annak értékteremtő funkcióitól.
Gyakori oka az elemzésben való járatlanság az üzleti rendszerelemzők, a projektmenedzser és a fejlesztők részéről, továbbá a merev és formális szervezeti kultúra.
Az analízisparalízist antimintának tekintik. Az agilis fejlesztési metodológiák iteratív ciklusok alkalmazásával próbálják megelőzni, ami növeli a működőképes termék iránti figyelmet a specifikációval szemben, amibe a tagok mindegyike beleszól. Az agilis fejlesztésben előfordulhat, hogy az újabb és újabb ciklusok további zavarokat okoznak, mivel az iteratív tervet anélkül készítik, hogy számítanának arra, hogy a csapat azt majd követni fogja. 

## Sport
Az analízisparalízis az atlétika kritikus problémája. Jellemezhető, mint a túlgondolásra adott válaszra történő hibás reakció. A sportolónak gyakran sok lehetőséget kell átgondolnia, és nincs idő arra, hogy mindent végiggondoljon, mielőtt eldönti, hogy mi lesz a következő cselekvése.

## Játékok
A játékok mikrokozmoszt hozhatnak létre, ahol döntéseket kell hozni, és vannak ellenfelek, rejtett vagy hiányzó információk, véletlen események, komplex lehetőségek, és a döntéseknek következményei kihatnak a játék hátralevő részére. A játékos nem mindig tudja áttekinteni az összes lehetőséget, így köre annyi időt vesz igénybe, hogy a többi játékos elunja magát. Ez különösen vesztésre álló játékos esetén fordulhat elő, amikor keresi a lehetőséget arra, hogy végül ne veszítsen. Ezt néha időzítők, vagy sakkóra használatával küszöbölik ki. A sakkban az analízisparalízis Kotov-szindrómaként ismert, ami időmérés esetén időből való kifutást okoz.  Az analízisparalízist a játék tervezésekor lehet csökkenteni. Ez a folyamat szintén  eshet analízisparalízis áldozatául.

## Eseti analízisparalízis
Vannak további helyzetek, amikor analízisparalízis állapítható meg, de gyakran eseti vagy véletlen.
Személyi döntések meghozatalakor a döntéshozó túl sokáig elemzi az aktuális és a jövőbeli körülményeket. Hogyha ez történik, akkor maga az elemzés túlhalmozza a döntéshozót, emiatt nem tud dönteni. Máskor az egyes döntések következményei kielemezhetők, és nem akadályozzák a döntést.
Beszélgetés közben bármikor megjelenhet az analízisparalízis, de leggyakoribb emelkedett, intellektuális témák megbeszélésekor. Ilyenkor addig foglalkoznak a téma minden részletével, amíg elvész a kiindulási téma, és elveszítik a fonalat, vagy jobb esetben egy újonnan felmerült témával folytatják. Ennek oka, hogy az eredeti ügynek számos összefüggése van, amelyek mindegyike logikus következménye az eredetinek. Az alábbi példa mutatja az analízisparalízis működését:
- Emberi jogok
- Kínai egykepolitika
- Gyermekgyilkosság
- Erkölcsi következmények
- Individualizmus és a közjó

Ezek mindegyike szorosan kapcsolódik egymáshoz, és ezek mindegyikéből át lehet ugrani egy másikra. A beszélgetés eredeti témája, az emberi jogok mellékessé válnak, ami a beszélgetésben csak néha kerül elő.

## Megelőzése és kezelése
Az analízisparalízis megelőzésének több módja van. Az antiminta előfordulását több tényező is segíti, Lon Roberts szerint több ponton is bekövetkezhet: az elemzési folyamat, a döntés kidolgozása és a kockázatok mérlegelése. Becky Kane és társai a következőket javasolják:
- Korlátok felállítása: Korlátozott erőforrások (idő, pénz, emberek) a döntés meghozatalára, határidők kitűzése.[1] Tűzz ki határidőt, és maradj kiszámítható.[6] Korlátozott információ: Fékezd kíváncsiságodat![1] Akarattal korlátozd a felhasznált információ mennyiségét.[6]
- Célok és prioritások tisztázása: A pontosan definiált cél egyszerűsíti a döntést és a cselekvést. Ismerd fő céljaidat![6]
- Semmi sem tökéletes: Ismerd fel, hogy a holdak sosem igazodnak![1]
- Iteratív lépések: Az agilis fejlesztés és a tervek átgondolása is támogatja a kisebb iterációkat a problématér felfedezésére. Iteratívan közelítsd meg a problémákat![6] Döntéseid a lépcsőzéshez hasonlóan hozd meg![1] Legalább preferenciáidat mutasd fel, ami segíthet dönteni két, látszólag egyforma lehetőség közül választani. Csinálj valamit, mielőtt még úgy érzed, kész vagy![6]
- Változtasd meg a lehetőségek számát: Több lehetőség növeli a jó döntés meghozatalát; kevesebb lehetőség egyszerűsíti a döntés folyamatát. Lásd: Paradox of choice.
- Hozz be érzelmeket vagy tekints el tőlük: Szerepet kell szánni az intuíciónak, az észnek és az érzelmeknek is.[7]
- Beszélj róla: Beszéld meg valakivel, aki más nézőpontból tud javaslatokat tenni. Ez segít a csoportgondolkodást is elkerülni: Kérj ellenőrzést![1] Gyere ki a saját fejedből, és beszéld meg valaki mással![6] Még csak az sem kell, hogy ember legyen. (Lásd: Gumikacsa debuggolás).
- Hozz jó döntést: A döntési fáradás rontja az esélyeket jó döntés meghozatalára: Szervezd a napodat a legfontosabb döntésekhez! Ha döntést hozol, támogasd! Segítsd, hogy döntésed jó legyen![6]

## Idézetek, közmondások
- Jobb egy biztos út, mint száz, amiket nem tudsz végiggondolni. (Aiszóposz)
- A tett halála az okoskodás. (Shakespeare)
- Akié a választás, azé a gyötrelem. (Német mondás)
- A tökéletes a jó ellensége. (Olasz mondás, Voltaire is használta)
- A legjobb dolog, ha jól döntesz; kevésbé jó, ha rosszul döntesz; és a legrosszabb, ha nem csinálsz semmit. (Alfred Henry Lewis)
- A Semmi sem jó, csak a tökéletes rövidebben úgy is írható, mint: paralízis. (Winston Churchill)
- A harmadik legjobbat add nekik; a második legjobb túl későn, a legjobb sosem jön el. (Robert Watson-Watt)
- Jobb egy gyors jó döntés, mint a tökéletes túl későn. (Harold Geneen)

## Története
Az analízisparalízist elsőként Aiszóposz egy meséje, A róka és a macska mutatja be. A történetet már Aiszóposz kora előtt is feljegyezték. A róka a menekülés száz módját ismeri, a macska  csak egyet. Amikor meghallják, hogy kutyák közelednek, akkor a macska gyorsan felmászik egy fára, és a róka addig gondolkodik, hogy melyik módot válassza, amíg el nem kapják. A mesét tanulság zárja: Jobb egy biztos út, mint száz, amiket nem tudsz végiggondolni.
Shakespeare Hamletjében a főszereplő, Hamlet dán királyfi túl sokat gondolkodik. Neema Parvini elemzi Hamlet döntéshozatalát az 'And Reason Panders Will': Another Look at Hamlet's Analysis Paralysis című fejezetben.
Voltaire egy régi olasz mondást használt franciául az 1770-es években, ami magyarul így hangzik: A tökéletes a jó ellensége. Ez azt jelenti, hogy ha valaki addig akar foglalkozni egy feladattal, amíg azt tökéletesen meg tudja oldani, akkor sosem fog végezni. A projekt ahelyett, hogy jól végződne, nem végződik sehogy sem.
Az analízis és a paralízis szavak együtt először egy 1803-as kiejtési szótárban jelentek meg együtt, azzal, hogy kiejtésük hasonló.  Ezt a szótár későbbi kiadásaiban is megerősítették. A rím és a hasonló ritmus, hangzás segít megjegyezni egy-egy tömör, velős mondást.
1928-ban az episzkopális egyház közgyűlésén C. Leslie Glenn, a College Work nemzeti titkára arról beszélt, hogy a vallási kollégium az analízisparalízist kockáztatja azzal, hogy túlzottan spekulatív, ahelyett, hogy meghatározott lenne, és valódi munkát igényel nyomozások helyett.
Winston Churchill a 2. világháborúban azt mondta a partraszállást tervezőknek azt üzente, amikor túl sokat foglalkoztak a terv változatainak kidolgozásával: A Semmi sem jó, csak a tökéletes rövidebben úgy is írható, mint: paralízis.
1956-ban Charles R. Schwartz azt írta a The Return-on-Investment Concept as a Tool for Decision Making cikkében, hogy: Kevesebbet találgassuk, kerüljük el az ösztön általi kihalást; és az egységes értékelés elfogadásával kerüljük el az analízisparalízist is. A cikk a Changing Patterns And Concepts In Managementben jelent meg.
1965-ben megjelent H. Igor Ansoff könyve, a Corporate Strategy: An Analytic Approach to Business Policy for Growth and Expansion. Ebben használta az analízis általi paralízis kifejezést azokra, akik használták a megközelítést. Ansoff több cikkében is hivatkozott Schwartz cikkére.
Silver és Hecker 1969-es beszédükre és korábbi cikkeikre hivatkozva 1970-es cikkükben írták:
A Duke csoport az analízisparalízis kifejezéssel utalt arra, hogy ha addig várunk, amíg minden kérdésre teljes választ kaptunk és minden problémát megoldottunk, mielőtt elkezdenénk a személyzet kiképzését, akkor sosem jutunk megoldásra. Az állandó igény a további tanulmányokra és kitartó kiértékelése, ami néhányan sugallnak, csak védekezés azoknak, akik nem akarnak változást vagy félnek tőle.
Az Oxford English Dictionary szerint az analízisparalízis kifejezés először a The Timesban jelent meg az 1970-es években.

## Fordítás
Ez a szócikk részben vagy egészben  az   Analysis paralysis című angol Wikipédia-szócikk fordításán alapul.  Az eredeti cikk szerkesztőit annak laptörténete sorolja fel. Ez a jelzés csupán a megfogalmazás eredetét és a szerzői jogokat jelzi, nem szolgál a cikkben szereplő információk forrásmegjelöléseként.